# Kanopski vrči
Kanopski vrči so bile posode, v katere so stari Egipčani med mumificiranjem trupel shranjevali pokojnikove notranje organe, da bi se ohranili za njegovo posmrtno življenje. Vrči so bili običajno izdelani iz apnenca ali keramike.  Vrči so se uporabljali od Starega kraljestva do poznega oziroma ptolomejskega obdobja. Pred tem se notranje organe polagali v mumijo pokojnika. Notranji organi se hranili ločeno v štirih vrčih. Izraz kanopski je povezan z njihovo napačno povezavo  z legendo o Kanopu, krmarju ladje špartanskega kralja Menelaja iz trojanske vojne, ki je na obali Egipta umrl zaradi kačjega ugriza.
V Sterem kraljestvu so imeli kanopski vrči ravne pokrove in so bili  redkokdaj popisani. V Srednjem kraljestvu so postali napisi bolj pogosti, pokrovi pa so bili pogosto oblikovani kot človeške glave.  Od Devetnajste dinastije so bili  pokrovi vseh štirih vrčev oblikovani kot štirje Horovi sinovi, čuvaji notranjih organov.

## Oblika in raba
Kanopski vrči so bili štirje. V njih so se ločeno hranili želodec, črevesje, pljuča in jetra, ki so bili po mnenju Egipčanov nujno potrebni za posmrtno življenje. Srce so imeli za sedež duše, zato ga niso shranili v vrču, ampak so ga pustili v telesu. 
Oblika kanopskih vrčev se je s časom spreminjala. Najstarejši vrči  so iz Enajste ali Dvanajste dinastije in so kamniti ali leseni.  Zadnji so iz Novega kraljestva. V Starem kraljestvu so imeli ploščate pokrove. V prvem vmesnem obdobju so se začeli porabljati pokrovi v obliki človeških glav, domnevno glav pokojnikov.  Včasih so bile  glave podobne glavi boga Anubisa, povezanega s smrtjo in balzamiranjem.  V pozni Osemnajsti dinastiji so pokrovi dobili obliko štirih Horovih sinov. Ohranjenih je veliko  kompletov vrčev iz tega obdobja. Izdelani so iz alabastra, aragonita, apnenca in modro ali zeleno glaziranega porcelana.  Horovi sinovi so bili tudi bogovi glavnih strani neba. Vsak od njih je bil zaščitnih enega od notranjih organov, ki so bili hkrati pod zaščito ene od boginj:
- Hapi z glavo grivastega pavijana je predstavljal sever.  Njegov vrč je vseboval pljuča  in  je bil pod zaščito boginje Neftis.
- Duamutef  z glavo šakala je predstavljal vzhod.  Njegov vrč je vseboval želodec in  je bil pod zaščito boginje Neit.
- Imset s človeško glavo je predstavljal jug.  Njegov vrč je vseboval jetra in  je bil pod zaščito boginje Izide.
- Kebehsenuf z glavo sokola je predstavljal zahod.  Njegov vrč je vseboval črevesje  in  je bil pod zaščito boginje Serket. [8]

V zgodnjem obdobju so se kanopski vrči položili v kanopsko skrinjo, jo položili v sarkofag in pokopali skupaj s pokojnikom. Kasneje so jih včasih položili v vrsto pod mrtvaškim odrom ali v kote pogrebne komore.  Po zgodnjem obdobju so bili na vrčih običajno napisi, včasih zelo dolgi in zapleteni. Egiptolog Ernest Budge omenja napis iz saitskega ali ptolomejskega obdobja, ki se glasi:
Tvoj kruh je zate. Tvoje pivo je zate. Živi na tistem, na čemer živi Ra.
Drugi napisi govorijo o očiščenju v posmrtnem življenju.